# Ioan I. Mironescu
Ioan I. Mironescu (pseudonimul literar al lui Eugen I. Mironescu) (n. 13 iunie 1883, Tazlău, județul Neamț – d. 22 iulie 1939, Tazlău) a fost un medic român, profesor de dermatologie la Facultatea de Medicină din Iași, scriitor și deputat.

## Biografie
Eugen Ioan Mironescu a fost al doilea copil al soților Ioan Mironescu, învățător în satul Tazlău, și Sofia (născută Honcu). A urmat școala primară în localitatea natală și Piatra Neamț, după care și-a făcut studiile liceale la Liceul Național și la Liceul Internat din Iași. În 1905, s-a înscris la Facultatea de Drept și la cea de Medicină din Iași, dar n-a urmat efectiv decât cursurile celei din urmă. În 1912 își susține doctoratul în medicină și ulterior se specializează în dermatologie la Berlin. Este numit profesor la Facultatea de Medicină în 1921, post pe care îl va ocupa până în 1939, devenind și șeful Clinicii de Dermatologie de la Spitalul „Sfântul Spiridon”.
Eugen Ioan Mironescu a înființat la Tazlău un sanatoriu pentru „...reconfortarea persoanelor cu surmenare fizică sau morală” prin care s-au perindat nume de seamă ale literaturii române: Mihail Sadoveanu, Panait Istrati, Garabet Ibrăileanu, George Topîrceanu, Otilia Cazimir.
Începând cu 1930 Eugen I. Mironescu s-a angajat în activitatea politică, fiind ales deputat în Parlament din partea Partidului Național-Țărănesc. Repede deziluzionat de demagogia și minciuna care dominau viața politică, demisionează din acest partid.
„...m-am convins înc-o dată că-n țara noastră, din nefericire, în epoca în care trăim nu sînt zece oameni care să fie pătrunși de convingerile cu care s-împăunează, că minciuna și fățărnicia stau la baza oricăror manifestări politice.”
A fost interesat de problema agriculturii și de situația socială a țărănimii. Ca student a participat, împreună cu alți colegi, la răscoalele țărănești din 1907, fiind arestat la Hârlău și judecat la Iași. Ulterior, ca deputat, a intervenit în Parlament și a publicat articole pe această temă. Mai aproape de activitatea sa profesională, în perioada 1930- 1936 a ținut conferințe legate de problemele familiei și de profilaxia bolilor venerice. Împreună cu alți intelectuali ieșeni a fost printre fondatorii Comitetului național antifascist (1933).
În 1938 scriitorul I.I. Mironescu aderă la opera de asistență socială a copiilor săraci.

## Ordine și decorații
Profesorul Mironescu a participat la campaniile din al Doilea Război Balcanic (1913) și Primul Război Mondial (1916-1918) exersând ca medic în spitale de contagioși (holeră) și de boli nervoase. A fost decorat cu următoarele ordine și medalii române și franceze:
- Ordinul Coroana României cu spade în grad de cavaler;
- Ordinul Virtutea Militară;
- Medalia Avântul Țării;
- Medalia Victoria⁠(en)[traduceți];
- Medaille d'Honneur des Épidémies⁠(fr)[traduceți] (Franța);
- Crucea Regina Maria;
- Crucea comemorativă a războiului 1916-1918 din 1925.[8]

## Activitatea literară
Eugen Ioan Mironescu și-a semnat toate operele literare ca Ioan I. Mironescu. A debutat cu două schițe în revista elevilor de la Liceul Internat. Începând cu 1906, când i se publică schița La cumătrie, colaborează la revista Viața Românească condusă de Garabet Ibrăileanu.
I.I. Mironescu a preferat genul scurt (schița și nuvela) în care a surprins, uneori cu un umor deosebit, momente din viața socială a timpului său, momente inspirate din viața la țară sau din Primul Război Mondial. A publicat două volume: Oameni și vremuri (1920) și Într-un „colț de rai” (1930). A publicat articolele social-politice și evocări în periodice (în special în Însemnări ieșene) și a transpus scenic, în Catiheții de la Humulești (1938), fragmente din Amintirile din copilărie ale lui Ion Creangă.

## Opera

### Antume
Opera sa este reprezentată de cele două volume apărute în timpul vieții sale: 
- Oameni și vremuri (1920)
- Într-un "colț de rai" (1930)

și de o dramatizare inspirată din Amintiri din copilărie de Ion Creangă:
- Catiheții de la Humulești, București, 1938.

### Postume
- Tulie Radu Teacă, prefață de Mihail Sadoveanu, București, 1940;
- Scrieri alese, prefață de Sanda Radian, București, 1953;
- Oameni și vremuri, ediție îngrijită și prefață de Pompiliu Marcea, București, 1959;
- Furtună veteranul, ediție îngrijită și prefață de Ion Dodu Bălan, București, Editura Tineretului, 1961;
- Scrieri, ediție îngrijită și prefață de Ilie Dan, București, 1968;
- Scrieri, ediție îngrijită și prefață de Cezar Țucu, Iași ,2006 Editura Universitas XXI
- Radu Teacă, ediție îngrijită și prefață de Ilie Dan, Iași, 1987.

## In memoriam
În 1969, fiica sa a deschis Casa memorială I.I. Mironescu din Tazlău în casa în care s-a născut și a locuit medicul și scriitorul I.I. Mironescu. În acest scop, a fost reconstituită camera de lucru cu mobilierul original, obiectele personale, biblioteca, imagini din activitatea medicală. Actuala casă memorială, care este proprietate privată, era altădată și locul de întâlnire și desfătare spirituală al multor oameni de cultură din jurul revistei ,,Viața românească”, între care Garabet Ibrăileanu, Mihail Sadoveanu, George Topârceanu, Otilia Cazimir, Păstorel Teodoreanu, Ionel Teodoreanu și Panait Istrati.
În prezent, împărțirea moștenirii la descendenți și lipsa de fonduri la nivelul Ministerului Culturii și a Direcției pentru Cultură și Patrimoniu Național Neamț pun sub semnul întrebării perenitatea acestui muzeu. Casa a fost cumparata de 3 frati, localnici, care vor s-o restaureze si sa pastreze partea de muzeu.
De asemenea, pentru a-i cinsti memoria, Școala cu clasele I-VIII din Tazlău poartă numele de „I.I. Mironescu”.
După 1989,o stradă și o stradelă din municipiul Iași (numite anterior 1 Mai) au primit numele de I.I. Mironescu.
În anul 2022, în cadrul Universității de Medicină și Facmacie „Grigore T. Popa" din Iași, s-a înființat Centrul Cultural „I.I. Mironescu", singurul centru de acest fel al unei universități de învățământ medical superior din România, ce funcționează în str. Gheorghe Săulescu, nr. 4, sub coordonarea medicului, iatroistoriografului și antreprenorului cultural Richard Constantinescu.